# 요시노야
요시노야(일본어: 吉野家)는 규동(쇠고기 덮밥)을 주로 파는 일본의 대형 음식 연쇄점으로, 본사는 도쿄 니혼바시에 있다. 주식회사 요시노야 홀딩스 자회사인 주식회사 요시노야가 운영하고 있다.
규동의 노포이며, 규동 체인 점포수가 예전에는 일본 1위였지만, 2008년 9월말 이후에는 스키야에 이어 2위이다. 2023년 12월 기준으로 일본에 1,228개, 해외에 994개 점포가 있다. 애칭은 '요시규(吉牛=よしぎゅう)'.

## 역사
1899년에 도쿄 니혼바시에 있던 어시장에 마츠다 에이키치(松田栄吉)가 개인상점 요시노야를 창업했다. 1923년 간토 대진재으로 점포가 소실되고 어시장 전체가 큰 피해를 입어 1926년 니혼바시에서 츠키지시장으로 자리를 옮겼다. 
1945년 제2차 세계대전 말기에 미군에 의한 도쿄 대공습으로 다시 점포가 소실되지만, 전후 곧바로 포장마차에서 장사를 재개했다. '시장의 부흥에 종사하는 사람들에게 활력을 제공하고 싶다'는 생각으로, 식재료가 충분히 갖추어지지 않은 상황하에서의 영업이었다.
1947년 마츠다 에이키치를 대신해 아들 마츠다 미즈호가 본격적으로 요시노야의 경영에 관여하게 된다. 미즈호는 일찍이 츠키지에 가게를 차렸던 사람들과 조합을 만들어, 츠키지시장의 일각에 음식점이 모이는 푸드 센터 안에서 점포 영업을 재개했다. 당시 요시노야의 규동은 장어덮밥과 비슷한 가격으로 조금 고급스러운 식사로 여겨졌지만, 가게에는 손님이 끊이지 않았다.
가게에 들어가지 못할 정도로 몰려드는 손님들이 불편함 없이 점포를 사용할 수 있도록 문을 뜯어내고 에어커튼을 설치해 객석을 늘렸고, 1952년에는 24시간 영업에도 도전했다. 에어 커튼도 24시간 영업도 모두 일본 최초의 대처였다.
1958년 12월 27일에 주식회사 요시노야를 설립하고, 마츠다 미즈호(松田瑞穂)가 초대 사장에 취임했다. 1959년 첫 체인점이 되는 츠키지 1호점을 도쿄도 주오구에 개점했다. 1965년에는 약 백 만 달러의 매출을 올렸고, 1968년에 오사카시 신사이바시에 첫 프랜차이즈 매장을 내면서 프랜차이즈 사업을 시작했다.
1972년경, 요시노야 2호점인 신바시점을 24시간 영업, 점포 확대했을 무렵부터 체인화를 목표로 해, '빠르다, 맛있다, 싸다'를 캐치프레이즈로 했다. 이것은 요시노야에 온 손님이 느끼는 순서로, 카운터에 앉아 주문을 받으면 바로 '빠른' 규동을 제공하고, 규동을 먹고 '맛있다', 계산을 할 때 그 빠른, 맛있는 것에 대해 '싸다'라고 실감하는 가치감을 제공하고 있었다.

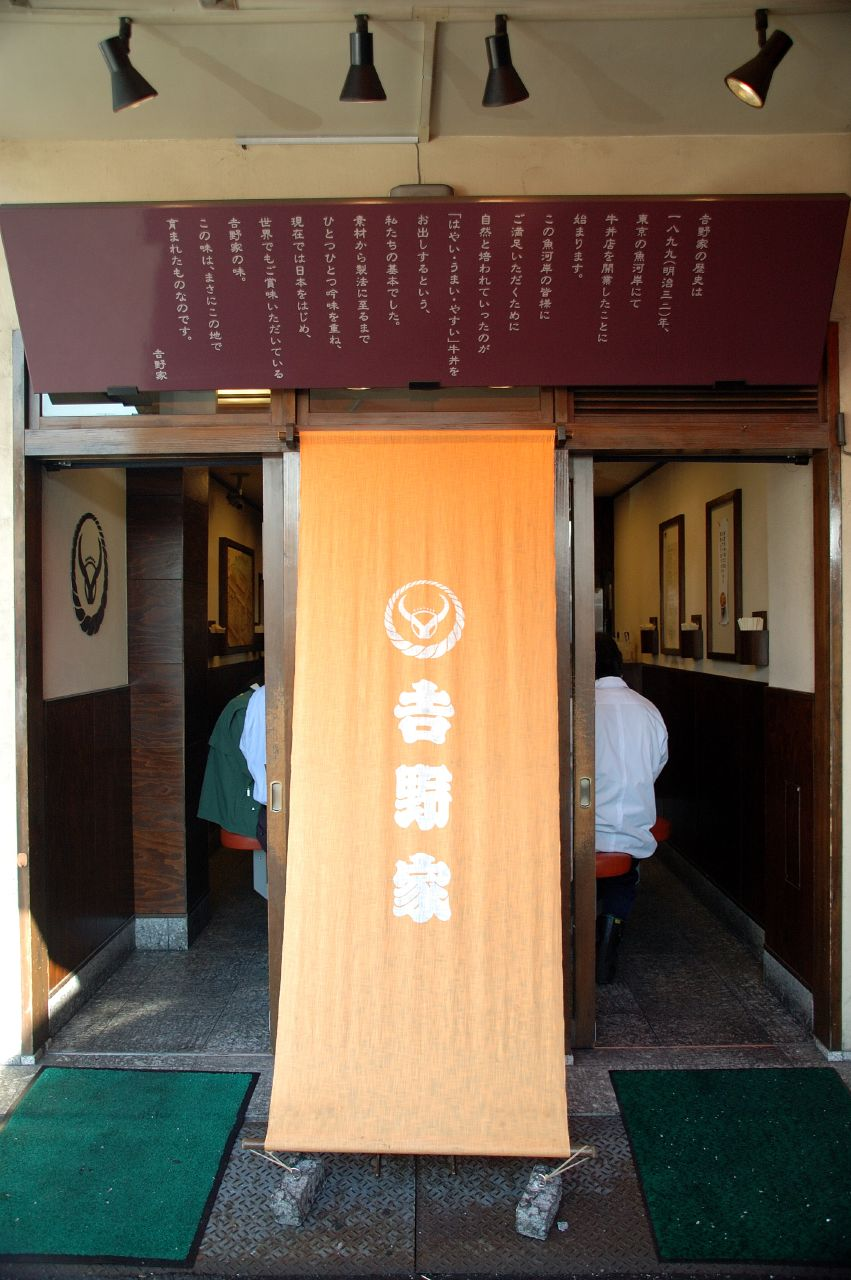
2018년까지 도쿄 츠키지시장 에서 영업한 1호점 '요시노야 츠키지점'

당시 규동 보통 사이즈의 가격은 200엔으로 당시 대졸 초임이 5만엔을 조금 넘었다는 점을 고려하면 규동은 지금보다 비싼 것이었지만 맛있는 쇠고기를 푸짐하게 간편하게 먹을 수 있다는 점에서 직장인들을 중심으로 강한 지지를 얻었다.

### 해외 전개
요시노야의 해외 전개의 첫걸음은 규동점의 출점이 아니었다. 당시 수입량이 한정돼 있던 쇠고기를 직접 사들이기 위해 1973년 미국에 USA 요시노야를 설립했지만 1974년 2월 일본 정부(농림수산성)가 국내 축산농가를 보호하기 위해 쇠고기 수입을 금지했다(다음해 6월 해제). 수입 재개의 목표가 세워지지 않았기 때문에, USA 요시노야는 매입에 대신하는 업무로서 1975년 미국 콜로라도주 덴버에 해외 1호점을 열고 규동을 'Beef Bowl'이라는 이름으로 판매했다. 1977년에는 미국 200개 점포 구상을 내걸어 서해안의 거점으로서 요시노야 웨스트를 설립했다. 1979년, 로스앤젤레스 1호점을 출점했다.

### 회사 도산
1980년 7월 15일 120억엔의 부채를 안고 도쿄지방법원에 법정관리를 신청했다가 파산했다. 점포 급증함에 따라 국물의 비용 절감을 위해 분말의 국물로 변경한 것, 수입 쇠고기 공급 부족으로 수입 제한이 적용되지 않는 동결 건조 쇠고기의 이용을 단행한 것으로부터, 맛 악화에 의한 고객 이탈의 진행, 게다가 외식 산업의 발달에 따른 수입 쇠고기의 수요 증가에 의해, 쇠고기 가격의 급등으로부터 원가의 상승 등의 복합 요인에 의해 경영이 급격히 악화된 것이 원인이다.
이 도산을 계기로 종업원들은 '규동이 맛없게 되면 손님이 떠나버린다. 손님이 있어서 바로 요시노야'라고 실감하고, 규동의 품질에는 더욱 민감해졌다. 그리고, 본래의 요시노야의 맛을 되찾기 위해, 우선 실적이 좋지 않은 가게를 닫고, 개발 도중이었던 동결건조 고기 등의 사용을 중지하고, 손님이 내점하기 위해 처음으로 전점에서 할인 세일 '재건 세일'을 실시했다.
1983년 갱생 계획이 인가되어 세이부계 유통 기업인 세존(セゾン)그룹 산하에서 재건에 나섰다. 한때는 다이에(ダイエー) 산하에서의 재건도 검토되었지만, 최종적으로 다이에측이 단념했다. 1987년, 갱생 계획이 종결되어, 도산의 근원이 된 채무(갱생 채무 100억엔)를 완제했다. 1988년 같은 세존그룹의 던킨도너츠 운영사인 주식회사 디앤씨를 합병해 상호를 주식회사 요시노야 디앤씨로 변경했다.
미국법인도 1981년 3월 회사 회생을 신청해 자력갱생의 길을 걷게 됐다. 로스앤젤레스 지구의 9개 점포에 초점을 맞추어 재출발한 요시노야 웨스트에서는 부활을 향한 대처로서 새로운 메뉴 '테리야키 치킨 볼'을 판매해, 이것이 인기 상품이 되었다. 1984년, 신규 출점도 재개해, 1985년에는 일본 국내의 요시노야보다 한발 빨리 회사 갱생을 종료시켰다.

### 회사회생부터 지금까지
1986년 미국 20개 점포 출점을 달성했다.이것이 큰 자신감이 되고, 아시아 시장에서의 점포 전개를 목표로 해, 1988년 2월 6일에 대만 타이베이시에 1호점을 오픈했다.
1989년 미일 무역협상에서 1991년부터 쇠고기, 오렌지의 수입 쿼터 철폐가 결정되어 지금까지는 상사에 상품을 발주할 뿐이었지만 요시노야에서 사용하는 부위만을 효율적으로 매입하기 위해 보다 사용하기 쉬운 쇠고기 트리밍 연구를 시작했다. 이 요시노야용의 컷 부위는 요시노야 스펙이라고 명명되어 후에 '재팬 스펙'이 되어, 현재는 쇼트 플레이트라고 하는 명칭으로 유통되고 있다.
1990년대, 해외의 요시노야는 아시아로의 본격 진출을 가속해 갔다. 우선 1991년 홍콩 1호점을 개점해 현지에서 엄청난 화제를 모았다. 한편, 미국의 요시노야 웨스트도 순조롭게 확대되어 1991년에 50개 점포를 달성했다. 1992년 중국 베이징에 1호점을, 필리핀에도 1호점을 열었다. 이듬해 이후에도 인도네시아, 태국, 한국, 싱가포르 등 아시아 각국에 의욕적으로 매장을 냈다.
2003년 12월 24일 미국에서 광우병 의심 소가 발견됨에 따라 미국산 쇠고기 조달이 불가능해졌다. 다른 나라로부터 수입하는 것도 생각했지만, 요시노야의 품질을 지킬 수 있는 쇠고기의 전량 확보는 엄격해, 2003년말에 규동 판매의 휴지를 결정했다. 결정 후는 얼마 남지 않은 규동을 한 사람이라도 많은 손님에게 먹도록 하려고 영업 시간의 단축이나 도구모리(特盛=곱빼기보다 더 큰 사이즈)의 판매 중지를 실시했다. 2004년 2월 11일 요시노야에서 쇠고기 덮밥 판매가 종료되었기 때문에 돼지고기 덮밥과 쇠고기 카레 덮밥의 판매를 시작했다. 규동 판매 중단 후 1년 후인 2005년 2월 11일, 미국산 쇠고기의 재고로 1일 한정으로 규동이 부활해, 가게에 줄이 섰다.
2006년 미국산 쇠고기 수입 재개에 따라 9월에 1일 한정 100만끼의 '규동 부활 축제'을 개최하였다. 또 같은 해부터 규동에 어울리는 맛으로 설계한 돈지루(돼지고기 된장국)를 판매하기 시작했다. 2007년에 장어덮밥을 판매하기 시작했다. 2013년 규동 이외에도 '맛있고, 싸고, 빠르다'의 가치 추구를 목표로 하여 발매 이후 스테디셀러 인기 메뉴가 된 '소갈비 덮밥', 계절 한정 인기 1위 상품인 '규스키나베젠(스키야키 정식)'을 판매하기 시작했다.

## 이름과 로고의 유래
요시노야라는 이름은 창업자 마츠다 에이키치(松田栄吉)가 요시노의 벚꽃(나라현)을 좋아한 데서 유래했다.
1971년 요시노야가 체인화를 시작했을 때, 동시에 미국에서 체인 전개도 구상하고 있어, 마츠다 미즈호는 문자가 아니고, 보면 알 수 있는 요시노야의 심볼이 되는 오리엔탈 마크를 만들었다. 1975년 전후부터 간판에 등장했다.
로고 마크의 중심에 있는 소의 도형은 요시노야(YOSHINOYA)의 'Y'를 어레인지하고, 그 소의 머리 위에 있는 7개의 점들은 뜨거운 물의 '김(湯気)'을 나타내며, 뜨거운 규동을 제공하고 있음을 나타낸다. 그리고 그 소를 둘러싼 시메나와는 '맛은 요코즈나급'이라는 의미를 담고 있다.

## 갤러리

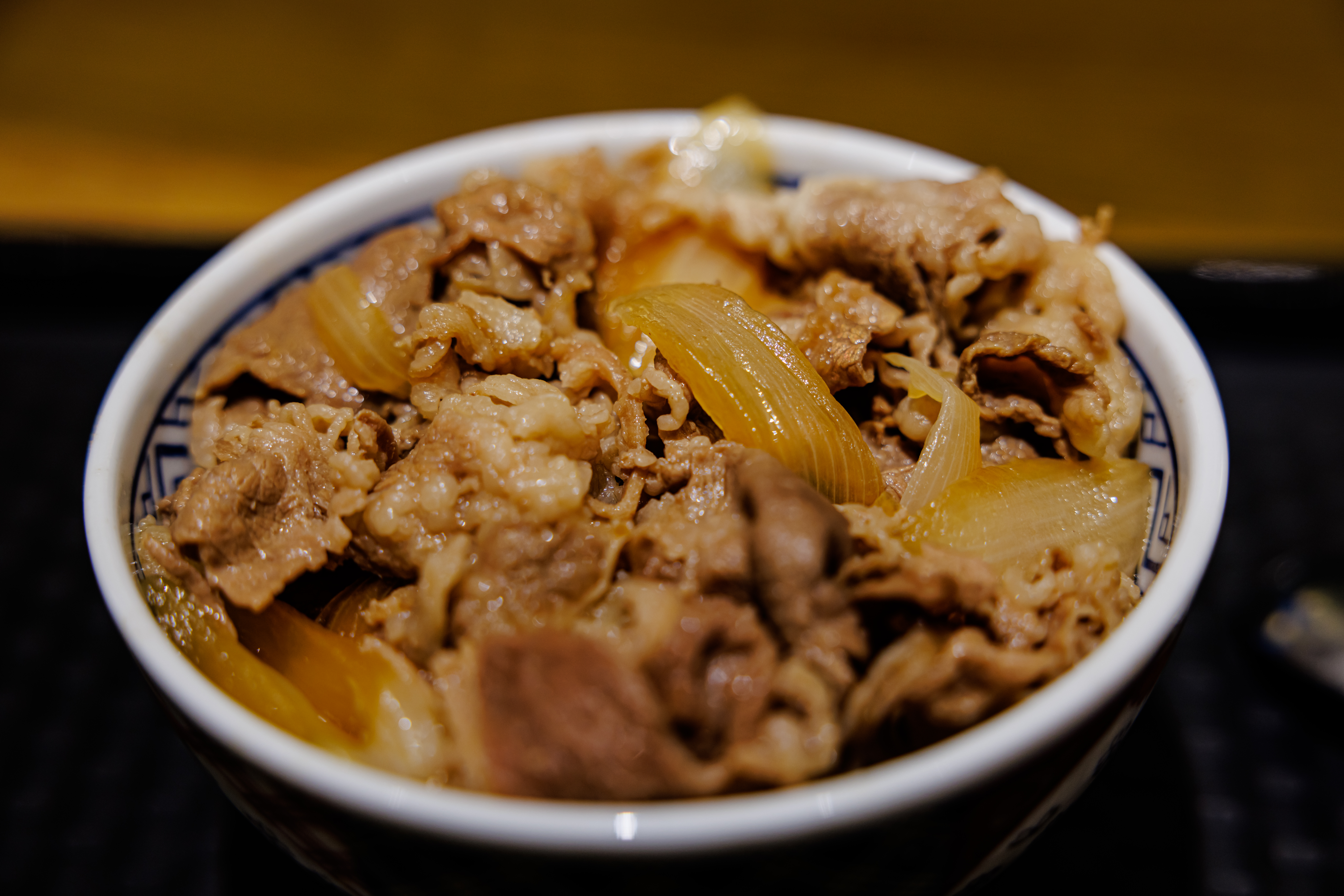
기본메뉴인 규동 (쇠고기 덮밥)
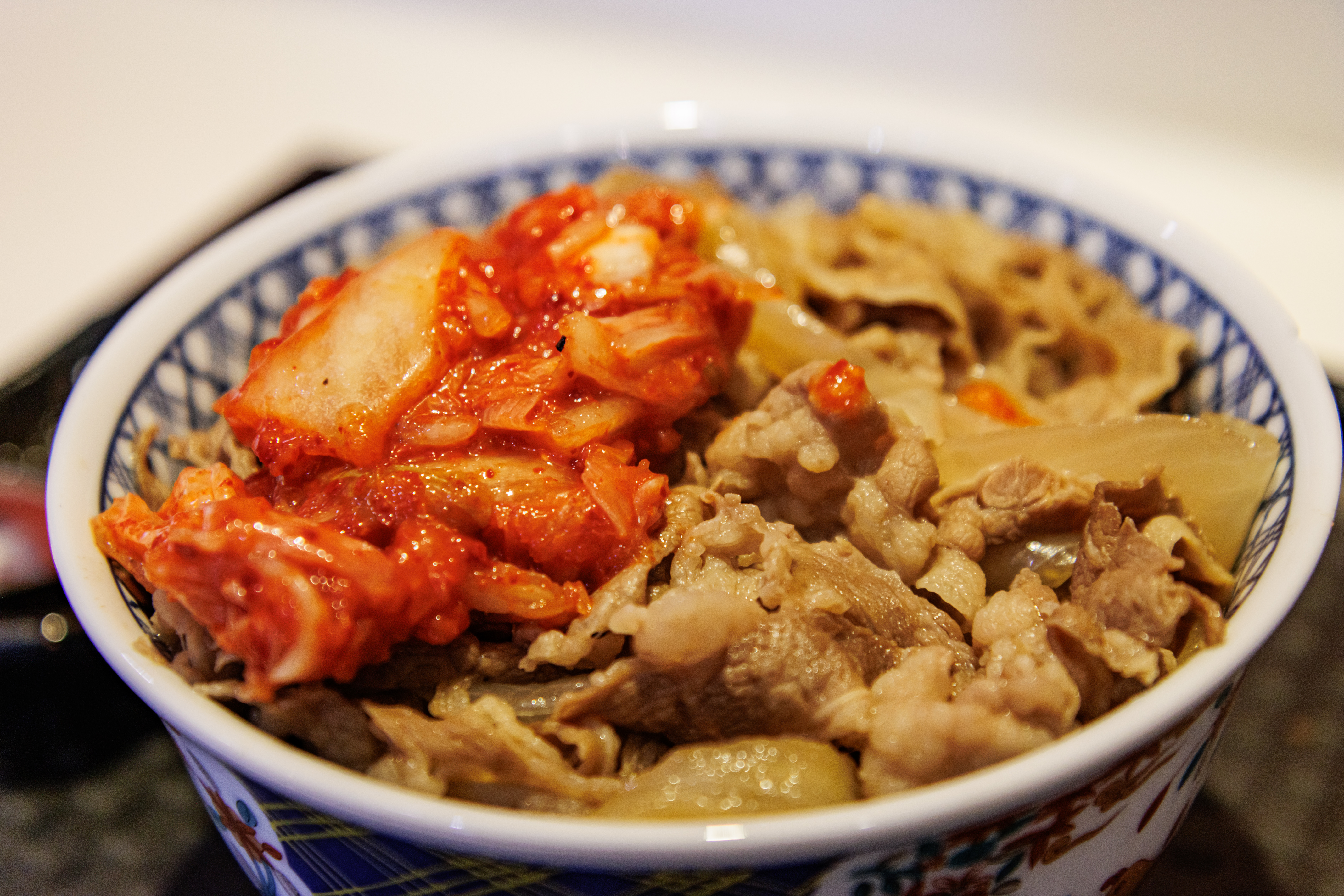
김치 규동
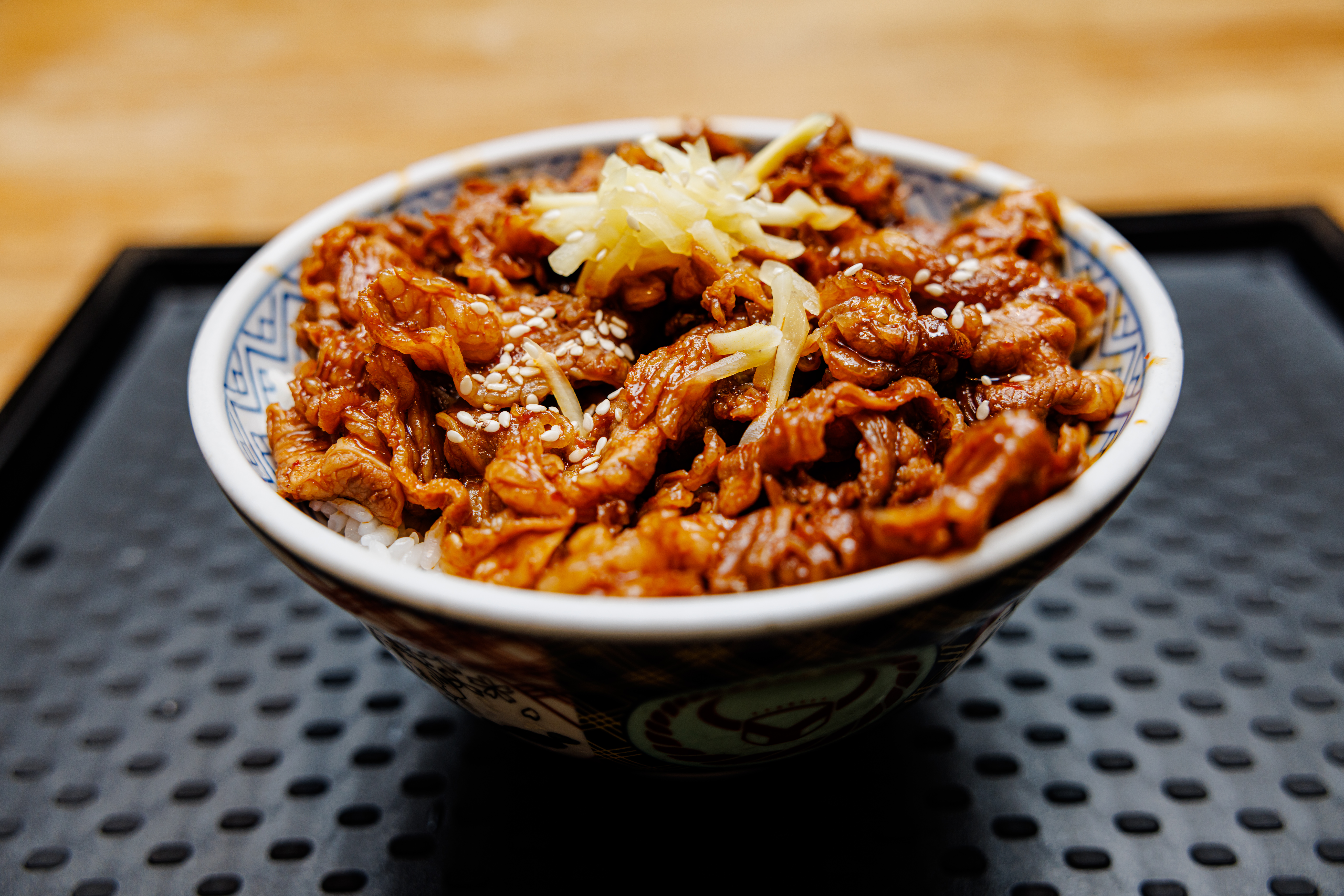
소갈비 덮밥
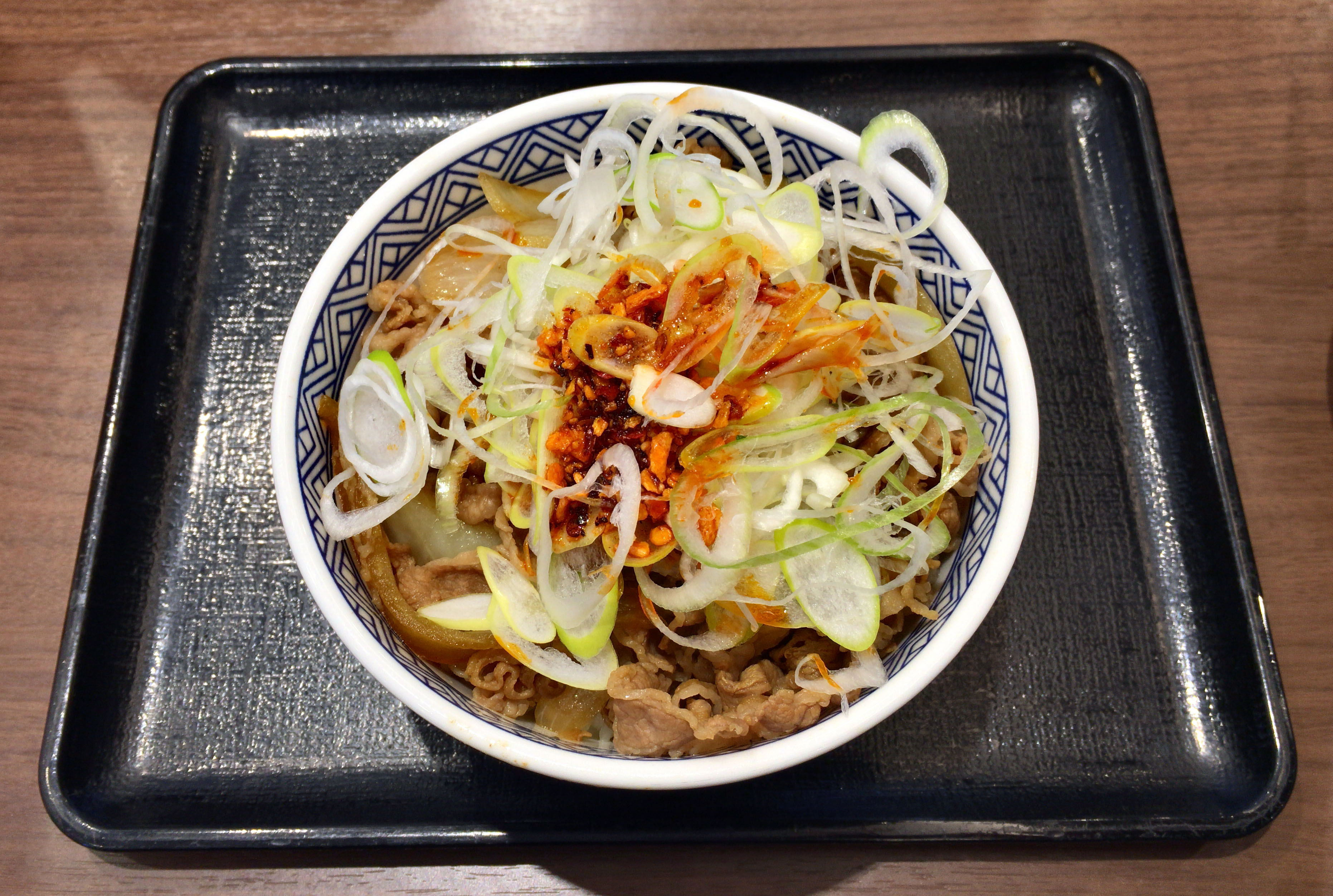
파, 라유 규동 (ねぎラー油牛丼)
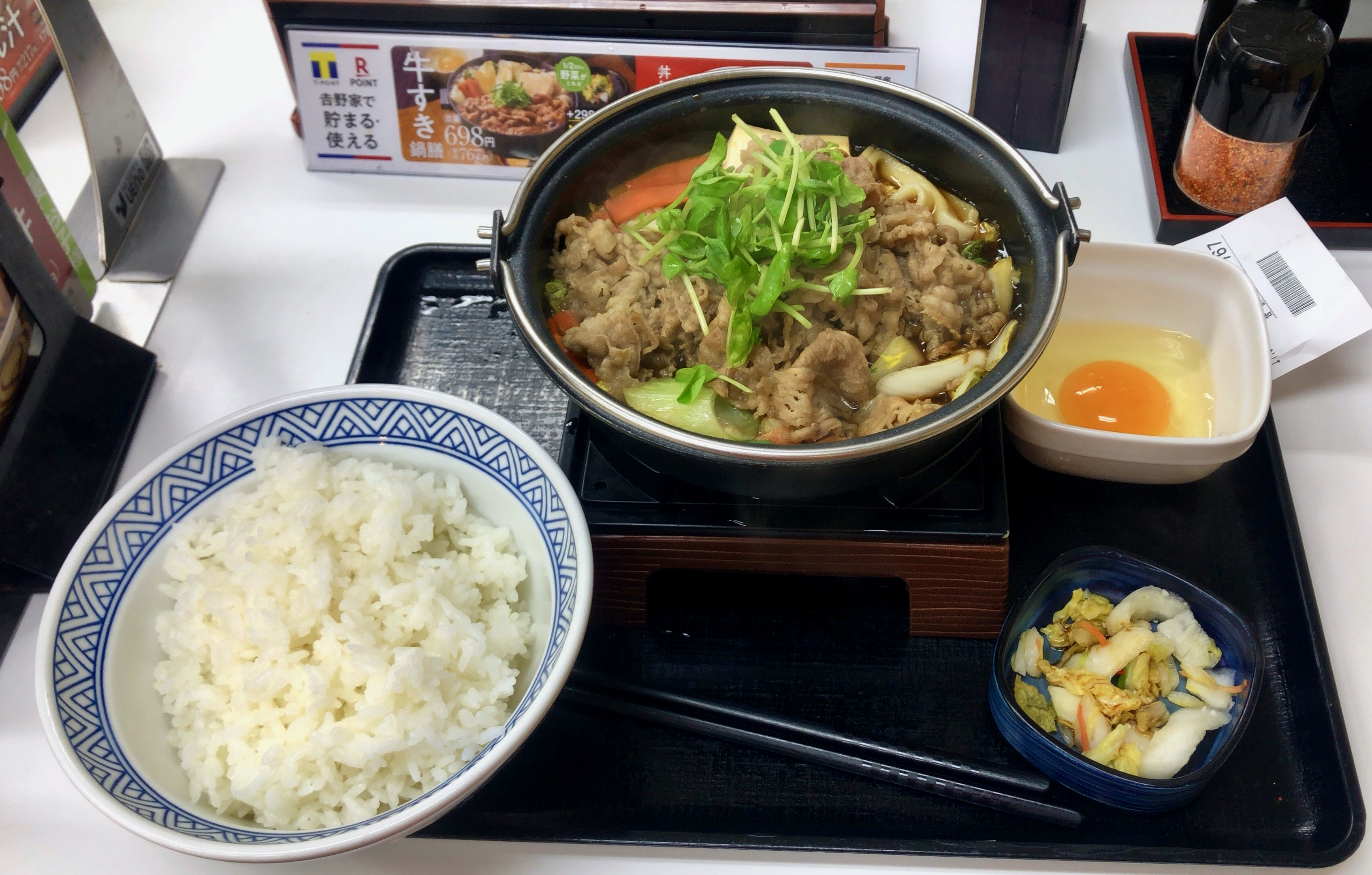
겨울철 한정 스키야키 정식 (牛すき鍋膳)
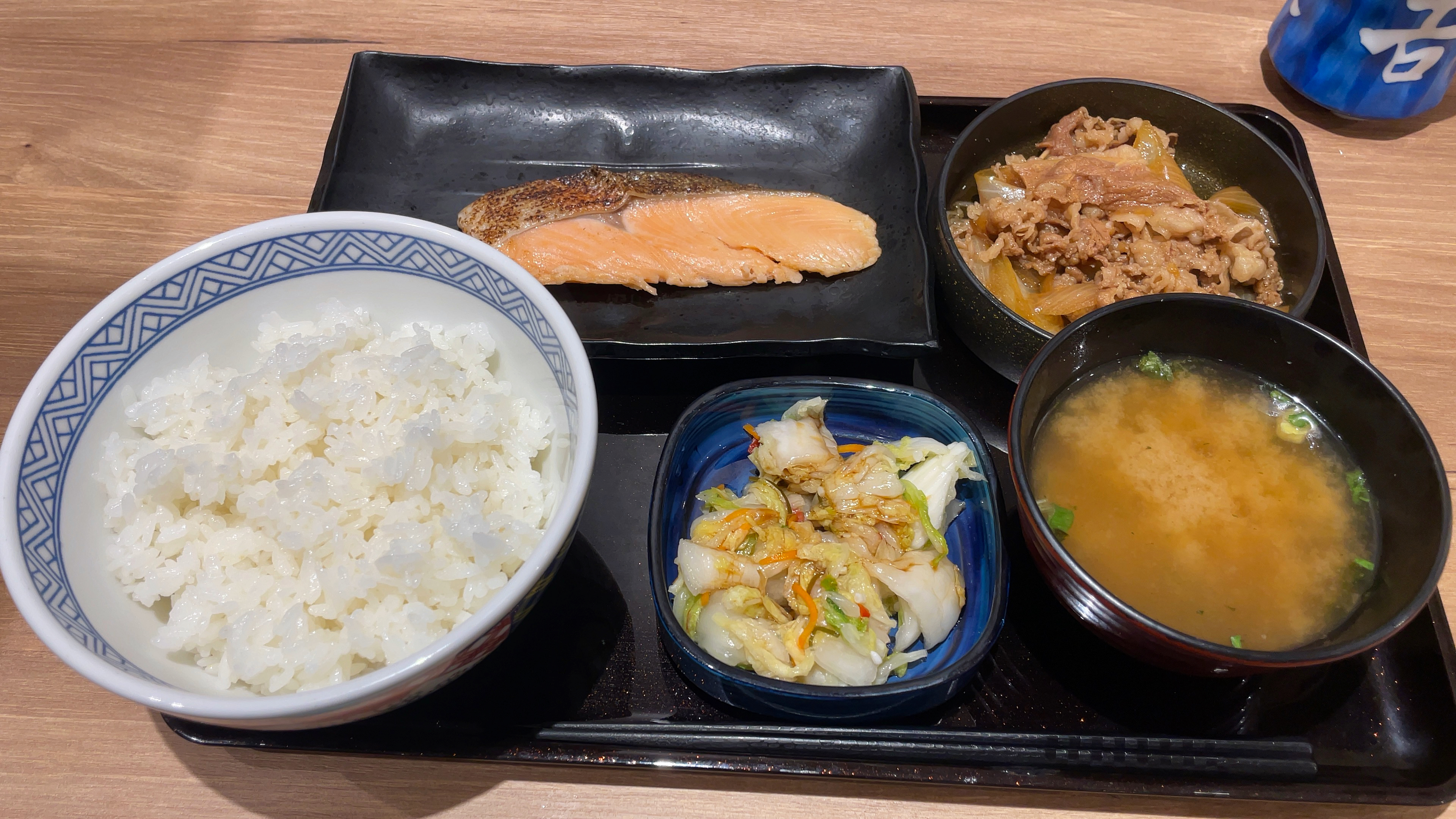
쇠고기, 연어구이 정식 (牛鮭定食) + 절임
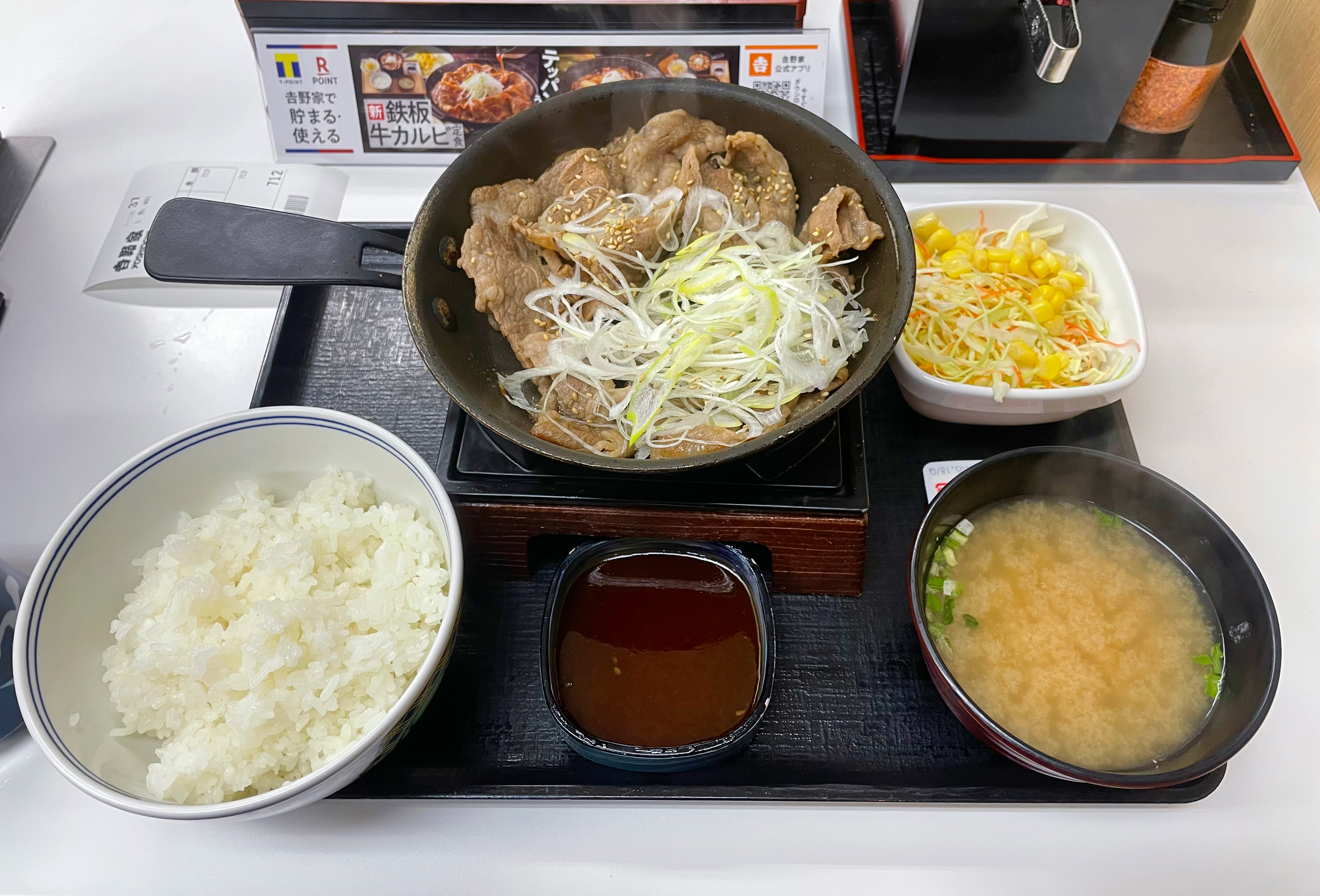
철판 소갈비 정식 (鉄板牛カルビ定食)
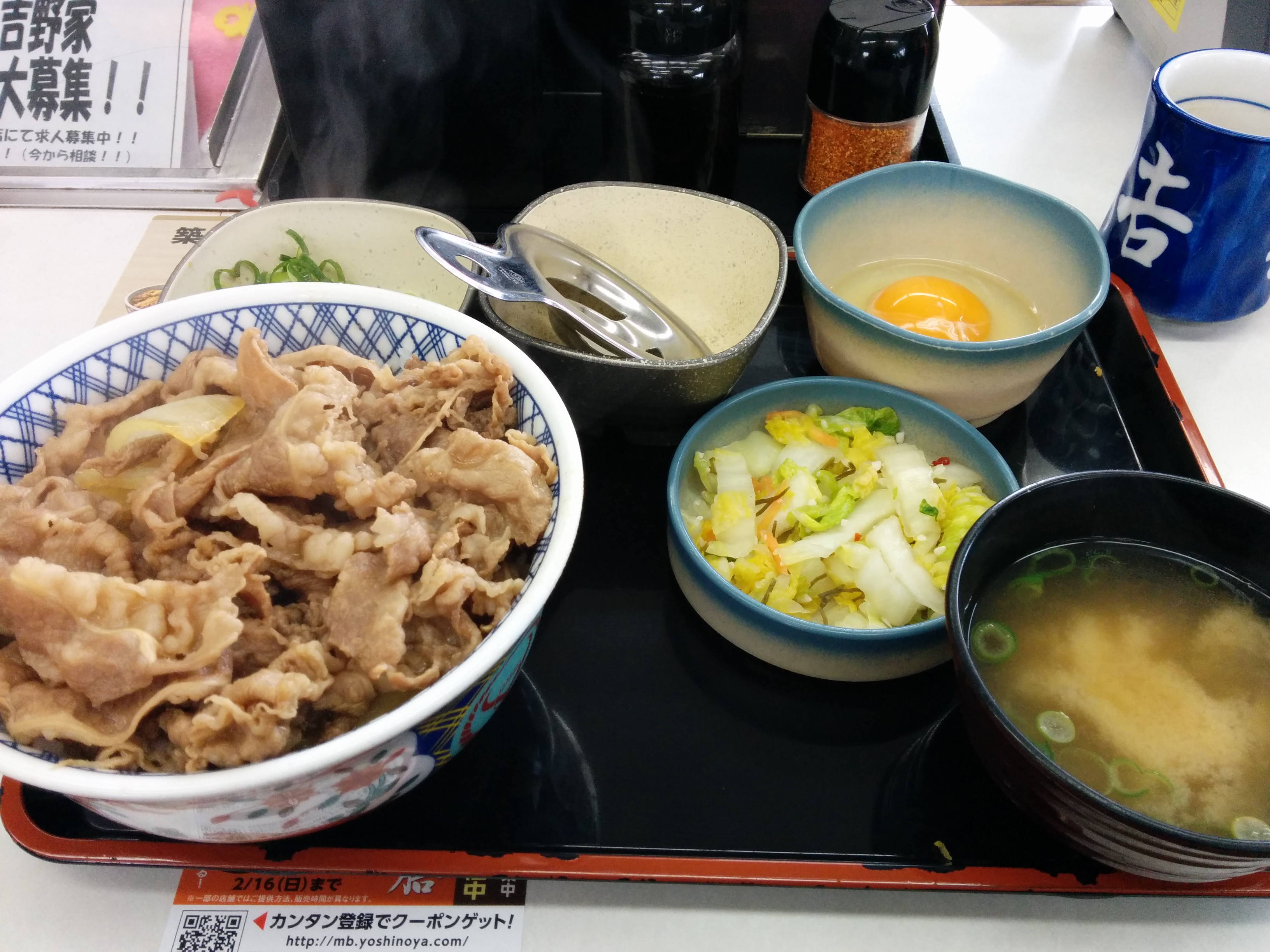
파, 계란 쇠고기 덮밥, 절임 세트

## 점포
2023년 12월 기준으로 일본에 1,228개, 해외는 미국 100개, 중국 578개, 홍콩 53개, 대만 59개, 싱가포르 12개, 필리핀 9개, 몽골 3개, 인도네시아 151개, 태국 26개, 캄보디아 2개, 베트남 1개, 총 994개 점포가 있다.
대한민국에는 1996년 9월 6일에 두산그룹을 통해서 강남역 앞에 1호점을 냈으나, 실적이 좋지 않아 1998년 6월에 프랜차이즈 계약을 해지하고 철수하였다.

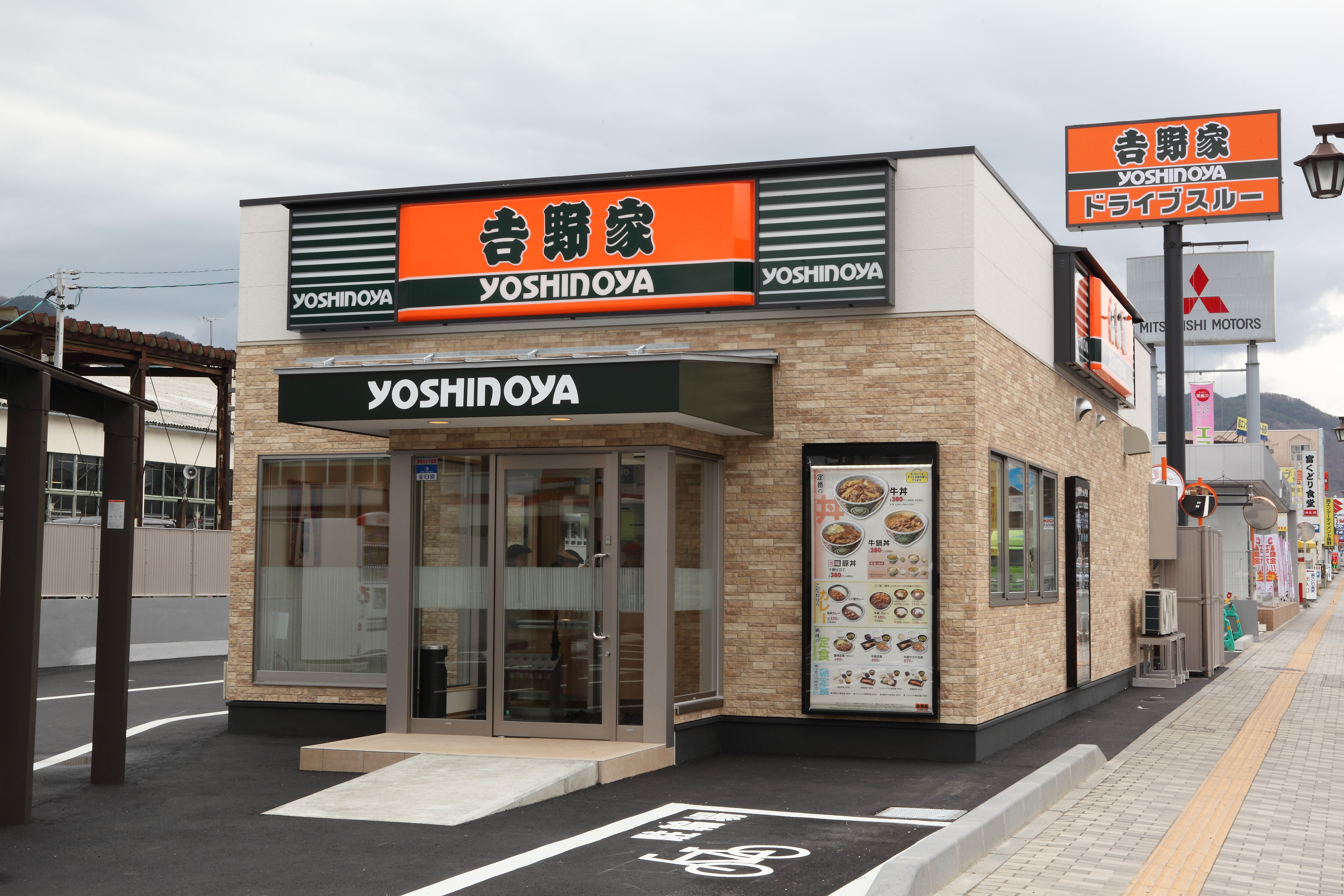
나가노 나카고쇼점 (나가노현 나가노시)
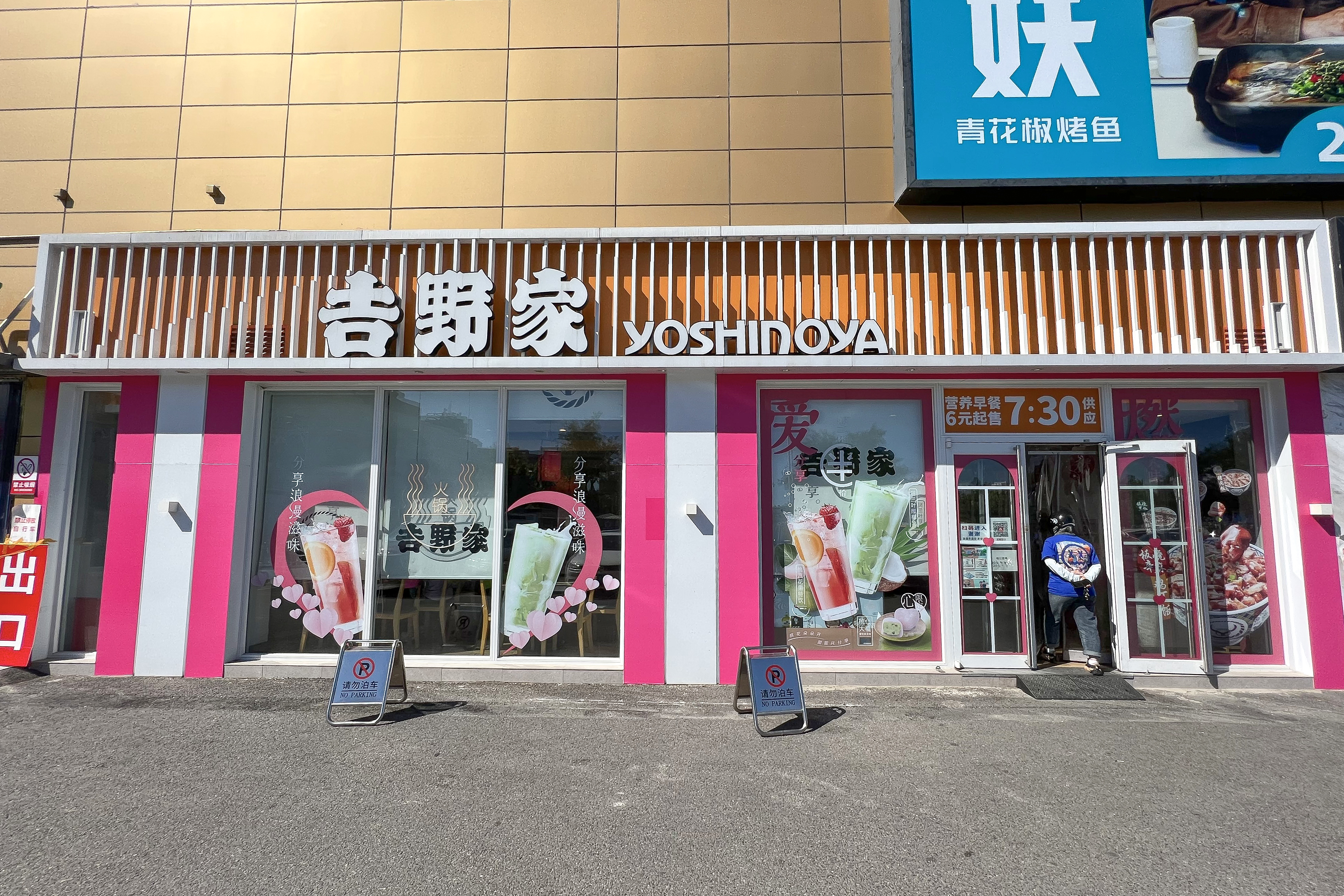
중국 베이징 수도국제공항 Guotai Life Plaza
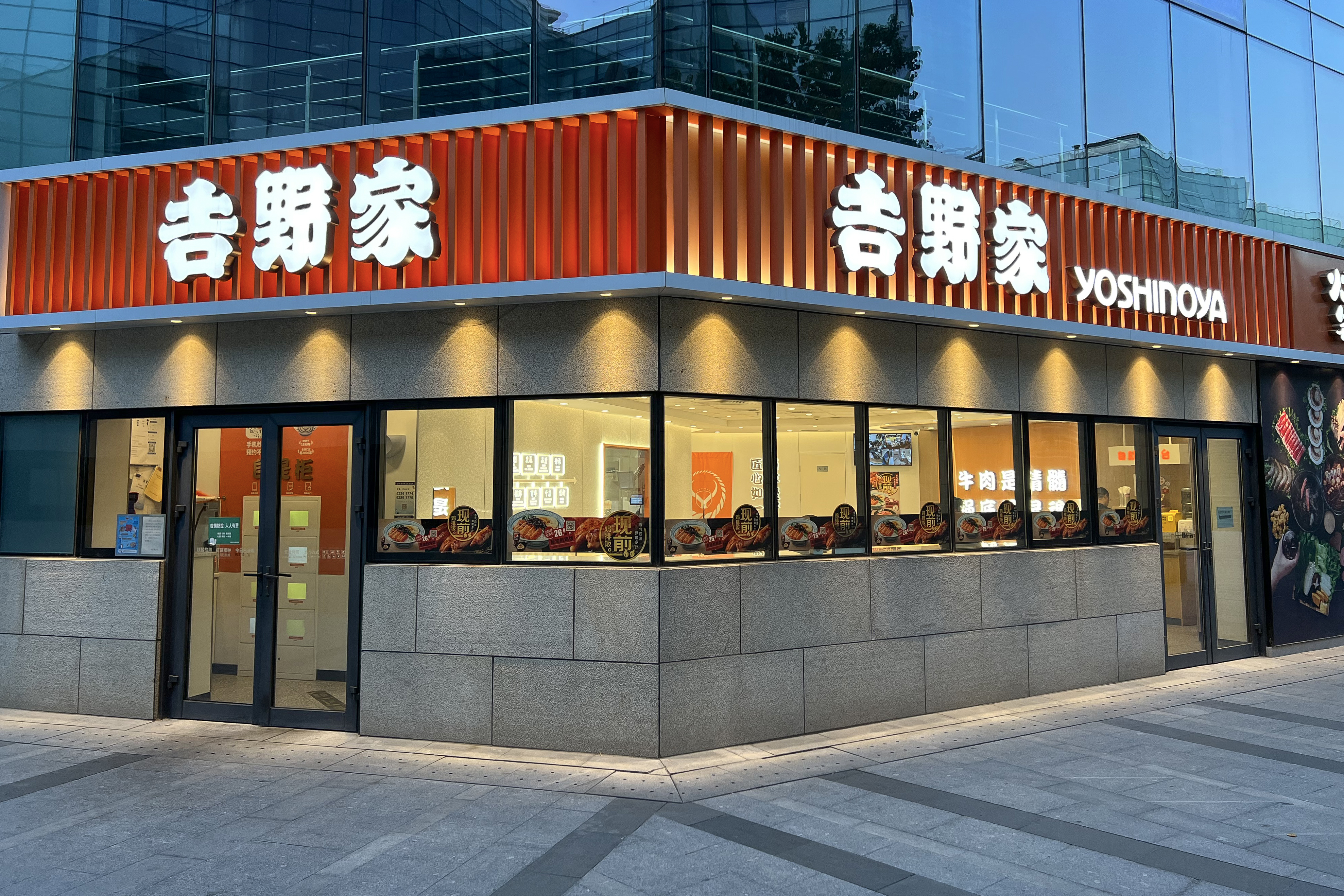
중국 베이징 하이뎬구 ZPark Phase I
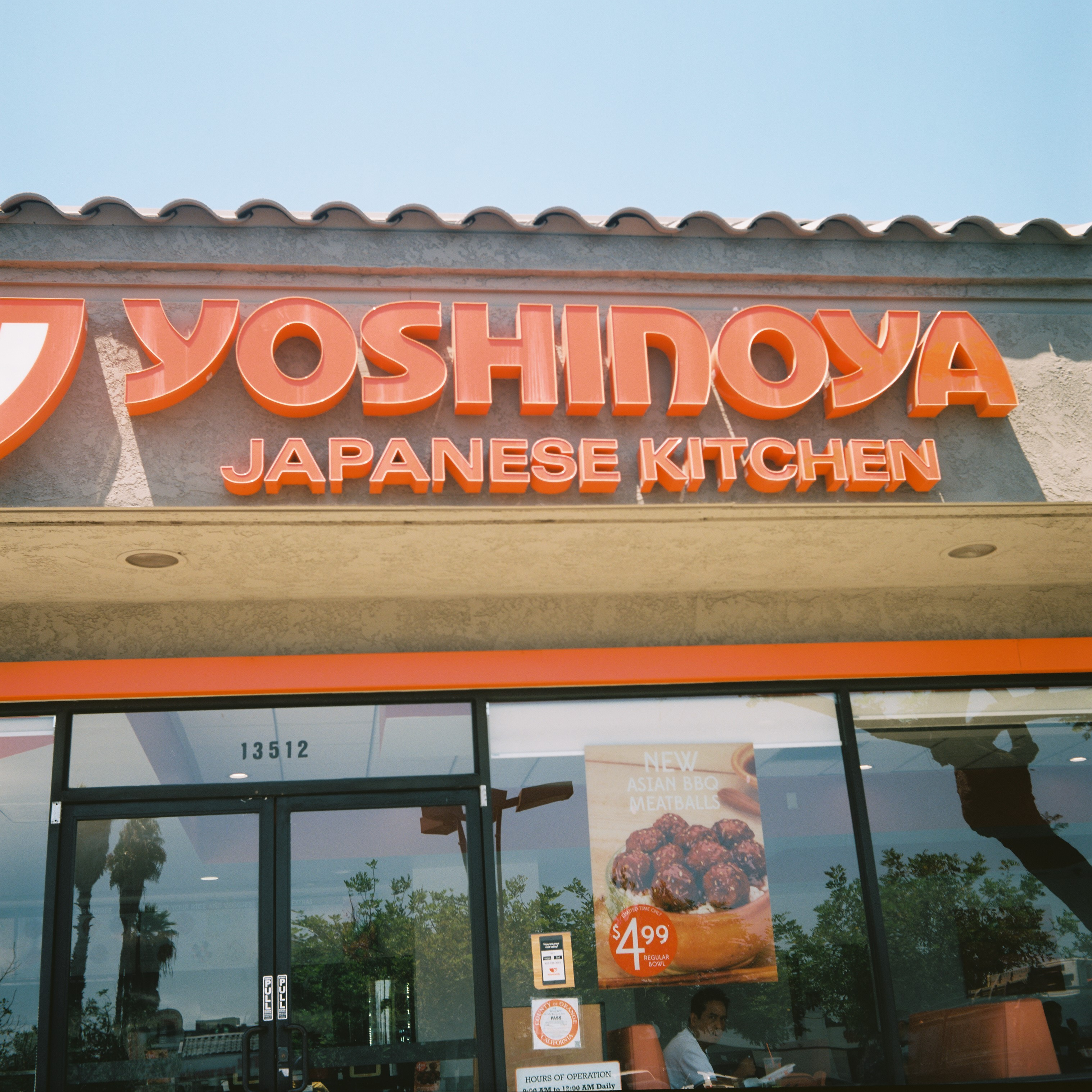
미국 캘리포니아에 있는 요시노야

## 같이 보기
- 돈부리
- 야키니쿠
- 마쓰야 푸드
- 스키야